# Pseuderesia clenchi
Pseuderesia clenchi är en fjärilsart som beskrevs av Henry Stempffer 1961. Pseuderesia clenchi ingår i släktet Pseuderesia och familjen juvelvingar. Inga underarter finns listade i Catalogue of Life.